# Esse Ejja
Les Esse Ejja  sont une ethnie amérindienne de l'Amazonie bolivienne établie le long du río Beni, surtout dans le municipio d'Ixiamas, province d'Abel Iturralde, La Paz. On les retrouve aussi plus marginalement dans les départements de Pando et de Beni. Leur langue, le ese 'ejja, toujours vivante appartient à la famille tacanane .
Il semble qu'à l'époque précolombienne, les Esse Ejja aient dû migrer vers le nord en raison de la pression exercée par l'empire inca. Ceci les a conduit à quitter leurs forêts pour s'installer dans les savanes amazoniennes.
Au XVIIe siècle, les franciscains établissent le contact avec eux. Le boom du caoutchouc au tournant des XIXe et XXe siècles met en danger leur population et leur culture. À partir des années 1960, ils sont sédentarisés par des missionnaires évangéliques. En raison de leur maintien en dehors des principaux circuits économiques leur évitant un contact prolongé avec d'autres populations, ils ont pu maintenir leur langue et leur culture.
Leur population d'un peu plus de 700 personnes vit au sein de communautés constituées d'entre cinq et vingt familles, la plus connue
étant celle de Portachuelo Bajo. Ils n'habitent pas en ville mais viennent parfois en visite à Rurrenabaque.
Ils pratiquent la chasse, la pêche, la cueillette et une agriculture de subsistance. Ils récoltent aussi la noix du Brésil, ce qui leur assure des rentrées d'argent. Une mission évangélique leur a offert une assistance technique pour l'élevage de bétail. Ils disposent d'un titre de propriété collectives sur des terres partagées avec les ethnies cavineño et tacana.